# 羅哈奇夫 (里夫內區)
50°42′5″N 26°8′9″E / 50.70139°N 26.13583°E
羅哈奇夫（烏克蘭語：Рогачів），是烏克蘭西北部里夫内州里夫内区霍羅多克市鎮的村落。面積0.42平方公里，海拔高度178米，2001年人口332，人口密度每平方公里790.5人。